# Pseudocoenosia solitaria
Pseudocoenosia solitaria är en tvåvingeart som först beskrevs av Zetterstedt 1838.  Pseudocoenosia solitaria ingår i släktet Pseudocoenosia och familjen husflugor. Arten är reproducerande i Sverige. Inga underarter finns listade i Catalogue of Life.